# Pożyteczny idiota
Pożyteczni idioci, pożyteczny idiota (ros. поле́зный идиот, transkrypcja polska: poleznyj idiot), czasem też użyteczny idiota – pejoratywne określenie przypisywane Leninowi, który miałby tak określać zachodnich dziennikarzy piszących entuzjastycznie o rewolucji bolszewickiej i ukrywających jej niepowodzenia.
Po II wojnie światowej określenie zostało przejęte przez antykomunistów – przede wszystkim amerykańskich – do określania osób i środowisk sympatyzujących z ZSRR i jego polityką, działających jako rzeczywiści lub domniemani agenci wpływu ZSRR, by podkreślić, że ich działania obiektywnie pomagają ZSRR w okresie zimnej wojny.

## Stosunek Lenina do żyjących na Zachodzie sympatyków ZSRR
Nie ma bezpośrednich dowodów na to, by Lenin posługiwał się określeniem „pożyteczny idiota”. Znane są jego prywatne wypowiedzi utrzymane w tonie pejoratywnym wobec niektórych zachodnich polityków – na przykład w liście z 10 lutego 1922 do Gieorgija Cziczerina, komisarza do spraw zagranicznych, w odniesieniu do konferencji w Genui napisał o jednym z uczestników: Henderson jest tak głupi jak Kiereński i dlatego jest nam pomocny. W dalszej części listu wyjaśnia, że opinia ta winna być utrzymywana w tajemnicy.

## Późniejsze stosowanie terminu
Określenie to lub przynajmniej wyrażony w nim stosunek do niektórych zachodnich aktywistów i dziennikarzy, pojawiało się wśród radzieckich polityków także w późniejszym okresie. W jednym z listów do Stalina Beria stwierdził: 

fizyczna walka z Zachodem nie jest celowa, Zachód sam się unicestwi, wystarczy mu podsuwać odpowiednie środki.

W stwierdzeniu tym Ludowy Komisarz Spraw Wewnętrznych ZSRR (NKWD) Ławrientij Beria odnosił się do działalności niektórych zachodnich organizacji pacyfistycznych, których członkowie byli tajnymi współpracownikami komunistycznych tajnych służb.
W latach późniejszych infiltrowane przez KGB organizacje, takie jak Kampania na rzecz Rozbrojenia Nuklearnego (CND), organizowały w Europie Zachodniej marsze protestacyjne przeciwko amerykańskiej „ofensywnej” i „imperialistycznej” broni jądrowej w sytuacji, kiedy ZSRR powiększał swój ofensywny arsenał jądrowy a radzieckie zbrojenia określano jednak mianem „pokojowych” (ros. миролюбивые).
Według Wiktora Suworowa w GRU oraz KGB osoby niebędące ich zarejestrowanymi tajnymi współpracownikami, ale pomagające im w działalności antypaństwowej na Zachodzie z pobudek ideologicznych określano pogardliwym określeniem gównojad (ros. говноед). Zbliżonym pojęciem jest „poputczik” (ros. попутчик), które dosłownie oznacza „towarzysza podróży” i było stosowane na określenie osób niebędących formalnie komunistami, wspierających politykę ZSRR, lub partii komunistycznej w ZSRR i innych krajach komunistycznych.

## Prasa francuska
Według Tony’ego Judta szerokie, bezkrytyczne i trwałe wsparcie jakiego udzielali ZSRR i idei komunistycznej francuscy intelektualiści wynikało z przekonania o degeneracji uosabianego przez Francję społeczeństwa burżuazyjnego. Rewolucja październikowa była dla nich początkiem rewolucji światowej, prowadzącej do oczyszczenia i całkowitego przebudowania stosunków społecznych. Zdecydowanie odrzucali nurty reformistyczne, oczekując nagłego przewrotu w postaci rewolucji i gloryfikując przemoc.
Czołowymi przedstawicielami tego nurtu byli Jean-Paul Sartre, Simone de Beauvoir, Paul Éluard, Louis Aragon, André Breton, André Wurmser, Georges Cogniot, a na pewnym etapie André Gide i Albert Camus, a z nurtu lewicy katolickiej Emmanuel Mounier. W licznych komentarzach prasowych i wypowiedziach publicznych negowali, umniejszali lub usprawiedliwiali wszelkie relacje odbiegające od oficjalnej propagandy ZSRR, przy czym represje skierowane przeciwko ludności cywilnej (kolektywizacja, wielki głód na Ukrainie) były generalnie pomijane milczeniem jako wymierzone we wrogie klasy społeczne i naturalny element walki klasowej. Pewne zakłopotanie wzbudziły dopiero represje skierowane przeciwko działaczom lewicowym i chłopskim, którzy z dnia na dzień byli uznawani za wrogów klasowych lub zdrajców (procesy moskiewskie, Nikoła Petkow, Rudolf Slánský, Milada Horáková, Lucrețiu Pătrășcanu, László Rajk, Trajczo Kostow). Wielu z nich utrzymywało osobiste kontakty z francuskimi działaczami, więc procesom tym poświęcano wiele uwagi i zdarzały się komentarze krytyczne, ale w ostatecznej wymowie zawsze zgodne z oficjalną linią Wszechzwiązkowej Komunistycznej Partii (bolszewików).
Cezurami stosunku francuskich intelektualistów do komunizmu były publikacje informacji o istnieniu Gułag-u, między innymi przez Victora Serge’a, Wiktora Krawczenkę, Davida Rousseta i Arthura Koestlera. I tak, część wcześniejszych sympatyków ZSRR pod wpływem publikacji dowodów oraz własnych doświadczeń zaczęła się jednak od niego stopniowo odwracać (na przykład Albert Camus, André Gide). Dominowały jednak komentarze odrzucające te doniesienia.
Książka Krawczenki została przez Les Lettres francaises skomentowana jako „amerykańska fałszywka”, zaś Rousset na łamach tego samego pisma został oskarżony o kłamstwa, zmyślanie źródeł informacji i szkalowanie ZSRR. Tak Krawczenko, jak i Rousset wytoczyli wydawcom procesy o zniesławienie, powołując na świadków wiele osób represjonowanych w ZSRR, między innymi Margarete Buber-Neumann, byłą więźniarkę radzieckich i niemieckich obozów koncentracyjnych, i je wygrali. Po tych procesach część działaczy komunistycznych przyjęła do wiadomości istnienie obozów, ale przez wiele lat umniejszali ich znaczenie lub usprawiedliwiali ich istnienie koniecznością walki klasowej. Jean-Paul Sartre z kolei polemizował z Camusem, twierdząc, że możemy być oburzeni lub wstrząśnięci istnieniem tych obozów (...), ale czy powinny nas zawstydzać?.

Charakterystyczne było także podejście intelektualistów, którzy usiłowali za pomocą „myślenia dialektycznego” usprawiedliwiać komunistyczne represje. Maurice Merleau-Ponty posługiwał się argumentem konieczności historycznej, negował sens krytykowania Związku Radzieckiego na podstawie „odizolowanych faktów” w oderwaniu od „kontekstu i problemów ZSRR” oraz zarzucał krytykom, że nie mają prawa wytykać ZSRR stosowania przemocy, bo „demokracje liberalne” też się nią posługują. Według niego, Związek Radziecki stosując przemoc oficjalnie i z mocy prawa stoi moralnie wyżej niż państwa demokratyczne, stosujące przemoc „ukrytą” (kolonializm, zbrojne interwencje i tak dalej). Argumentował też, że teraźniejszość nie ma prawa oceniać działań ZSRR bo zgodnie z teorią marksizmu jego cele są słuszne, a jeśli okaże się ona w przyszłości poprawna to będzie to stanowić rozgrzeszenie jej metod. Z kolei Mounier poza historycyzmem odwoływał się także do kolektywizmu: 

Psychologia oskarżonego, jego jednostkowe przeznaczenie, blednie wobec przeznaczenia kolektywnego, gdyż w tym momencie to ostatnie staje przed alternatywą życie lub śmierć. Wyszynski brutalnie oznajmił to oskarżonym w Moskwie: „Oto palący, obiektywny cel, cała reszta to psychologia”.

Kolejnym pretekstem do sporów było krwawe stłumienie powstania węgierskiego w 1956. Jean-Paul Sartre skomentował działania ZSRR następująco: Jego rozpoznanie jest słuszne, nie podważają go błędy, niewiedza i słabości danej chwili. Według Sartre’a działania Związku Radzieckiego pozostają poza ocenami przez ich cel a potępianie represji komunistycznych dostarcza jedynie argumentów antykomunistom. Jedynym problemem, który dostrzegał był ich wpływ na postrzeganie komunizmu na świecie, które mogło być przez takie działania zaburzone. I konkludował: Być może jesteśmy w sytuacji, w której nie istnieje już niesprawiedliwość wobec konkretnej osoby. Podobne poglądy prezentowali także Boris Souvarine, Michel Collinet, Cornelius Castoriadis, Georges Bataille. Nieliczne krytyczne głosy ze strony francuskich sympatyków komunizmu były zwykle opatrzone kategorycznymi zastrzeżeniami, że ewentualna ich krytyka nie neguje zasad marksizmu-leninizmu i powinna być odbierana jako przyjazna, mająca na celu poprawienie systemu. Sartre jeszcze w 1973 pisał: 

Władza rewolucyjna musi się pozbyć pewnej grupy ludzi, którzy jej zagrażają, a ja nie widzę innego środka niż ich zgładzenie. Z więzienia zawsze można wyjść. Rewolucjoniści z 1793 roku zapewne zabili ich niewystarczająco wielu

Sartre negował również prawo do oceniania marksizmu przez osoby, które nie utożsamiały się z jego ideami, twierdząc, że można go oceniać jedynie przez pryzmat deklaratywnych celów ideologii komunistycznej. Osoby nie przyjmujące celów marksizmu, nie rozumieją go i, jako takie, nie mają prawa go oceniać.

Sartre krytykował także Referat Chruszczowa, argumentując, że każdy, kto informuje o terrorze i istnieniu obozów pracy przymusowej (GUŁag) w ZSRR, działa na szkodę rewolucji komunistycznej. Do historii przeszło jego sformułowanie: Nie powinniśmy odbierać nadziei robotnikom z Billancourt. Argument o „szkodzeniu sprawie” był szeroko rozpowszechniony: 

Ktokolwiek nie dostrzega tego, że wszędzie, gdzie stalinizm jest w odwrocie i nie zostaje przez nich zastąpiony, następuje porażka całego ruchu robotniczego, jest stronnikiem burżuazji

Kiedy w 1973 z ZSRR wydalono Sołżenicyna, francuski dziennik „Le Monde” przez kolejne kilka lat w swoich publikacjach konsekwentnie nazywał go „hitlerowcem”. Z kolei dziennik „Le Figaro” usprawiedliwiał oddanie Stalinowi kontroli nad Polską po II wojnie światowej: Włączenie Polski do systemu politycznego Związku Radzieckiego nie jest ani okupacją ani protektoratem, ani też formą wasalizmu – to rodzaj szerokiej i trwałej współpracy.
Duży wkład w ujawnienie sowieckiej agentury na Zachodzie miało Archiwum Mitrochina. Jak wynika z zebranych tam dokumentów KGB, dwóch głównych dziennikarzy „Le Monde” pracowało dla Sowietów, a pod ich wpływem było wielu współpracowników gazety. Sześciu najlepszych francuskich agentów KGB było właśnie dziennikarzami. Dzięki temu Sowieci mieli wpływ na tak ważne instytucje medialne jak AFP (Agence France Presse) i „L’Express”. Tworzyli też własne dzienniki, jak „La Tribune des Nations” założona za 3,5 miliona franków otrzymanych od KGB przez André Ulmanna.

## Prasa amerykańska, brytyjska, inne
W 1933, podczas kulminacji wielkiego głodu na Ukrainie, sympatyzujący z komunistami korespondent „New York Timesa”, Walter Duranty, pisał, że wszelkie opowieści o wielkim głodzie są przesadą lub złośliwą propagandą.
W latach 1923–1924 powstały pierwsze towarzystwa przyjaciół Rosji Radzieckiej. Wielu spośród ich członków oraz sympatyków to postaci popularne, w swoich dziedzinach znaczące: Edmund Wilson, Pablo Neruda, Julian Huxley, Herbert George Wells, Henri Barbusse, Rabindranath Tagore, Romain Rolland, Thomas Mann, George Bernard Shaw, francuski dziennikarz naukowy Lucien Barnier. Podobne podejście do ZSRR mieli Sidney i Beatrice Webb, Harold Laski oraz wielu innych lewicujących zachodnich intelektualistów.
Określenia „pożyteczni idioci” w 2006 użył Silvio Berlusconi w odniesieniu do Romano Prodiego.
W ten też sposób wyraził się amerykański politolog i historyk Tony Judt na temat lewicowych intelektualistów, którzy bronią motywów podjęcia amerykańskiej interwencji w Iraku, ale krytykują sposób jej prowadzenia.
Określenie to użyte zostało też przez kubańsko-amerykańskiego historyka Humberto Fontova, który w roku 2007 wydał książkę: Exposing the Real Che Guevara and the Useful Idiots Who Idolize Him (Zdemaskowanie prawdziwego Che Guevary i pożytecznych idiotów, którzy zrobili z niego idola). „Pożyteczni idioci” to, zdaniem autora, przede wszystkim artyści hollywoodzcy.